# Юргинський округ
Юрги́нський округ (рос. Юргинский округ) — муніципальний округ Кемеровської області Російської Федерації.
Адміністративний центр — місто Юрга, яке не входить до складу округу і утворює окремий Юргинський міський округ.

## Географія
Район розташований на північному заході Кемеровської області, на лівому березі річки Том.

## Історія
Юргинський район утворено 1924 року на території колишньої Юргинської волості, адміністративно він перебував у складі Томського округу Сибірського краю. 20 червня 1930 року район був ліквідований, територія розділена між Болотнинським та Яшкинським районами. У липні 1930 року був ліквідований і Сибірський край, територія колишнього району опинилась у складі нового Західно-Сибірського краю. 18 січня 1935 року район був відновлений, до його складу увійшли 15 сільрад Болотнинського району та Варюхінська сільрада Томського обласної міськради. 1937 року був ліквідований Західно-Сибірський край, утворена Новосибірська область, куди увійшов і Юргинський район. 1939 року до складу району передано Ново-Романовську та Велико-Ямську сільради Тайгинського району. 1943 року район увійшов до складу новоствореної Кемеровської області. 18 січня 1949 року селище міського типу Юрга стає містом, 1953 року воно отримує обласний статус і виводиться зі складу району. 1963 року район був укрупнений за рахунок ліквідованого Якшинського району та Хорошеборської сільради також ліквідованого Топкинського району. 1965 року район був відновлений у попередніх межах.
Станом на 2002 рік район поділявся на 11 сільських рад:
| Поселення                        | Площа, км² | Населення, осіб (2002) | К-ть НП | Населені пункти                                                                                             |
| -------------------------------- | ---------- | ---------------------- | ------- | --- |
| Арлюцька сільська рада           | -          | 2782                   | 8       | селища 31 км, 46 км, Арлюк, Васильєвка, Лінійний, присілки Глинковка, Чорний Падун, Юльяновка               |
| Верх-Тайменська сільська рада    | -          | 1879                   | 5       | село Верх-Тайменка, селище Річний, присілки Білянино, Митрофаново, Юрманово                                 |
| Заозернівська сільська рада      | -          | 890                    | 6       | селища Заозерний, Приріч'є, присілки Алабучинка, Кожевниково, Чутовка, Ясна Поляна                          |
| Заледеєвська сільська рада       | -          | 1589                   | 4       | село Варюхіно, присілки Алаєво, Заледеєво, Макуріно                                                         |
| Леб'яже-Асановська сільська рада | -          | 2117                   | 8       | селища 139 км, Зелена Горка, Кленова, Таскаєво, Юргінський, присілки Бжіцька, Леб'яже-Асаново, Шитиково     |
| Мальцевська сільська рада        | -          | 1530                   | 4       | село Мальцево, присілки Єлгіно, Мілютіно, Томілово                                                          |
| Новоромановська сільська рада    | -          | 1777                   | 6       | село Большеямне, присілки Кірово, Колбіха, Колмаково, Копилово, Новороманово                                |
| Попереченська сільська рада      | -          | 1398                   | 6       | село Поперечне, селище 54 км, присілки Великий Улус, Каїп, Любаровка, Мариновка                             |
| Проскоковська сільська рада      | -          | 2403                   | 5       | село Проскоково, селище Сокольники, присілки Безменово, Філоново, Чахлово                                   |
| Тальська сільська рада           | -          | 1868                   | 2       | присілки П'ятково, Тала                                                                                     |
| Юргинська сільська рада          | -          | 4546                   | 9       | селища 14 км, 23 км, Блок-Пост 149 км, Логовий, Юрга 2-а, присілки Зимник, Новоягодне, Сарсаз, Старий Шалай |

2004 року район стає муніципальним, сільради перетворені у сільські поселення. 2019 року район перетворено в муніципальний округ, при цьому були ліквідовані усі сільські поселення:
| Поселення                             | Площа, км² | Населення, осіб (2010) | Населення, осіб (2019) | К-ть НП | Населені пункти |
| ------------------------------------- | ---------- | ---------------------- | ---------------------- | ------- | --- |
| Арлюцьке сільське поселення           | 194,00     | 2493                   | 2262                   | 8       | селища 31 км, 46 км, Арлюк, Васильєвка, Лінійний, присілки Глинковка, Чорний Падун, Юльяновка                                                 |
| Зеледеєвське сільське поселення       | 289,00     | 1356                   | 1095                   | 4       | село Варюхіно, присілки Алаєво, Зеледеєво, Макуріно                                                                                           |
| Леб'яже-Асановське сільське поселення | 156,00     | 1970                   | 1814                   | 8       | селища 139 км, Зелена Горка, Кленова, Таскаєво, Юргінський, присілки Бжіцька, Леб'яже-Асаново, Шитиково                                       |
| Мальцевське сільське поселення        | 198,00     | 1406                   | 1254                   | 4       | село Мальцево, присілки Єлгіно, Мілютіно, Томілово                                                                                            |
| Новоромановське сільське поселення    | 767,00     | 3482                   | 3014                   | 11      | село Большеямне, Верх-Тайменка, селище Річний, присілки Білянино, Кірово, Колбіха, Колмаково, Копилово, Митрофаново, Новороманово, Юрманово   |
| Попереченське сільське поселення      | 156,00     | 1309                   | 1250                   | 6       | село Поперечне, селище 54 км, присілки Великий Улус, Каїп, Любаровка, Мариновка                                                               |
| Проскоковське сільське поселення      | 471,00     | 3759                   | 3567                   | 11      | село Проскоково, селища Заозерний, Приріч'є, Сокольники, присілки Алабучинка, Безменово, Кожевниково, Чутовка, Філоново, Чахлово, Ясна Поляна |
| Тальське сільське поселення           | 93,00      | 2082                   | 1954                   | 2       | присілки П'ятково, Тала |
| Юргинське сільське поселення          | 186,00     | 4591                   | 4543                   | 9       | селища 14 км, 23 км, Блок-Пост 149 км, Логовий, Юрга 2-а, присілки Зимник, Новоягодне, Сарсаз, Старий Шалай                                   |

## Населення
Населення — 20753 особи (2019; 22448 в 2010, 22779 у 2002).

## Населені пункти
| №  | Населений пункт           | Населення, осіб (2002) | Населення, осіб (2010) |
| -- | ------------------------- | ---------------------- | ---------------------- |
| 1  | 14 км, селище             | 36                     | 35                     |
| 2  | 23 км, селище             | 25                     | 21                     |
| 3  | 31 км, селище             | 82                     | 70                     |
| 4  | 46 км, селище             | 1                      | 1                      |
| 5  | 54 км, селище             | 35                     | 39                     |
| 6  | 139 км, селище            | 14                     | 11                     |
| 7  | Алабучинка, присілок      | 102                    | 94                     |
| 8  | Алаєво, присілок          | 28                     | 16                     |
| 9  | Арлюк, селище             | 1869                   | 1760                   |
| 10 | Безменово, присілок       | 502                    | 580                    |
| 11 | Бжіцька, присілок         | 73                     | 82                     |
| 12 | Білянино, присілок        | 489                    | 456                    |
| 13 | Блок-Пост 149 км, селище  | 24                     | 13                     |
| 14 | Большеямне, село          | 387                    | 410                    |
| 15 | Варюхіно, село            | 510                    | 381                    |
| 16 | Васильєвка, селище        | 119                    | 88                     |
| 17 | Великий Улус, присілок    | 23                     | 25                     |
| 18 | Верх-Тайменка, село       | 635                    | 626                    |
| 19 | Глинковка, присілок       | 9                      | 7                      |
| 20 | Єлгіно, присілок          | 497                    | 441                    |
| 21 | Заозерний, селище         | 490                    | 532                    |
| 22 | Зеледеєво, присілок       | 607                    | 586                    |
| 23 | Зелена Горка, селище      | 159                    | 159                    |
| 24 | Зимник, присілок          | 868                    | 852                    |
| 25 | Каїп, присілок            | 93                     | 75                     |
| 26 | Кірово, присілок          | 25                     | 15                     |
| 27 | Кленовка, селище          | 224                    | 238                    |
| 28 | Кожевниково, присілок     | 154                    | 166                    |
| 29 | Колбіха, присілок         | 62                     | 61                     |
| 30 | Колмаково, присілок       | 17                     | 8                      |
| 31 | Копилово, присілок        | 189                    | 177                    |
| 32 | Леб'яже-Асаново, присілок | 554                    | 477                    |
| 33 | Лінійний, селище          | 440                    | 369                    |
| 34 | Логовий, селище           | 118                    | 110                    |
| 35 | Любаровка, присілок       | 158                    | 156                    |
| 36 | Макуріно, присілок        | 444                    | 373                    |
| 37 | Мальцево, село            | 490                    | 513                    |
| 38 | Мариновка, присілок       | 5                      | 3                      |
| 39 | Митрофаново, присілок     | 177                    | 120                    |
| 40 | Мілютіно, присілок        | 108                    | 105                    |
| 41 | Новороманово, присілок    | 1097                   | 1037                   |
| 42 | Новоягодне, присілок      | 46                     | 27                     |
| 43 | Поперечне, село           | 1084                   | 1011                   |
| 44 | Приріч'є, селище          | 128                    | 97                     |
| 45 | Проскоково, село          | 1411                   | 1749                   |
| 46 | П'ятково, присілок        | 655                    | 686                    |
| 47 | Річний, селище            | 565                    | 562                    |
| 48 | Сарсаз, присілок          | 528                    | 476                    |
| 49 | Сокольники, селище        | 280                    | 316                    |
| 50 | Старий Шалай, присілок    | 222                    | 189                    |
| 51 | Тала, присілок            | 1213                   | 1396                   |
| 52 | Таскаєво, селище          | 164                    | 143                    |
| 53 | Томилово, присілок        | 435                    | 347                    |
| 54 | Філоново, присілок        | 170                    | 179                    |
| 55 | Чахлово, присілок         | 40                     | 34                     |
| 56 | Чорний Падун, присілок    | 95                     | 81                     |
| 57 | Чутовка, присілок         | 4                      | 3                      |
| 58 | Шитиково, присілок        | 79                     | 37                     |
| 59 | Юльяновка, присілок       | 140                    | 117                    |
| 60 | Юрга 2-а, селище          | 2679                   | 2868                   |
| 61 | Юргінський, селище        | 850                    | 823                    |
| 62 | Юрманово, присілок        | 13                     | 10                     |
| 63 | Ясна Поляна, присілок     | 12                     | 9                      |

## Господарство
Основні галузі промисловості: інфраструктура залізничного Транссибу, машинобудування, підприємства Промбудіндустрія.
Інші, місцеві галузі виробництва: борошномельно-круп'яна та комбікормова.
Провідні галузі сільського господарства: молочно-м'ясне тваринництво ТОВ «Юргінське», СВК «Лебедине», ТОВ «Томь», свинарство СХП «Нові зірки», рослинництво (ТОВ «Земляни», ТОВ «Томь», СВК «Лебедине»).
У селах Проскоково, Арлюк розташовані санаторії.